# Yves Biaou
Yves Biaou, né le 23 décembre 1991  à Sinendé,  est un écrivain, rugbyman, curateur et entrepreneur béninois.

## Biographie

### Enfance et débuts
Yves Ayindé Biaou, est né à Sinendé dans le nord du Bénin. En 2011, il est champion du Bénin du jeu de culture générale (Génie en herbe) avec le Lycée Mathieu Bouké. Après une brève carrière internationale au rugby. Il devient entrepreneur et se consacre à l'écriture,,.

### Carrière sportive
Yves Ayindé Biaou découvre le rugby tardivement avec le club UAC et les hirondelles du Dooskar. Il jouera en tant que 3/4 centre et ailier. Grâce à sa vitesse de pointe et son explosivité, il intègre l’équipe nationale du Bénin. Il connait sa première sélection au rugby en 2013 lors d'un match international avec le Niger. Il participera aux régionales challenge de 2014 à 2017,. Nommé capitaine en 2017, pour la coupe d'Afrique des nations de rugby division 2 de la Zone ouest en 2017 au Ghana. Il obtient la deuxième place avec la sélection nationale derrière le Ghana, vainqueur du tournoi.
Il arrête brusquement sa carrière de joueur au sein de la sélection pour s’engager dans le social et l’entrepreneuriat. 

#### Engagement social
Parallèlement à sa carrière sportive, il fait des études d'histoire à l'université d'Abomey-calavi. Très actif dans le domaine culturelle et artistique. Il a fondé le Laboratoire expérimental en art et culture OULIAF (OUvroir de la LIttérature Africaine), Il a participé à plusieurs ouvrages collectifs et anime des ateliers d'écriture.

##### Entrepreneuriat
En 2017, il a créé Woju Elite une startup dans le domaine des industries culturelles et créatives. Il est connu pour être le cofondateur de l’Écomusée Tata Somba, le premier musée écologique en Afrique de l'Ouest. Un site éco-touristique situé à Tanguiéta à 30 kilomètres du Parc National de la Pendjari.

## Distinctions

### Entrepreneuriat
- Lauréat du Chalenge des 1000 (Africa-France 2020)
- Lauréat de la première édition du Forum d’Innovation Made In Africa « Sèmè City, Banque Mondiale », 2018[10]

#### Littérature
- Prix MILA du livre francophone, 2017[6]
- Prix Écrivain Humaniste du Bénin 2015[11]
- Finaliste et lauréat du Concours national d’écriture plume dorée, 2015[12]
- Finaliste du premier prix Stéphane Hessel de la jeune écriture francophone, RFI, 2013[13]